# Saudi Arabia Snooker Masters
De Saudi Arabia Snooker Masters is een professioneel ranking snookertoernooi dat voor het eerst werd georganiseerd in het seizoen 2024/2025. Het is een van de vier majors en is met £2,302,000 prijzengeld het tweede toernooi op basis van prijzengeld, na het wereldkampioenschap.  
De eerst editie vond plaats van 31 augustus tot en met 7 september 2024 in Riyad, Saoedi-Arabië. De Engelsman Judd Trump schreef de eerste editie op zijn naam, hij versloeg de Welshman Mark Williams in de finale.
In maart 2024 werd er ook een non-ranking toernooi in Saudi-Arabië gehouden, de World Masters of Snooker.

## Erelijst
| Seizoen         | Winnaar        | Verliezend finalist | Score | Stad                  |
| --------------- | -------------- | ------------------- | ----- | --------------------- |
| Rankingtoernooi |                |                     |       |                       |
| 2024/25         | Judd Trump     | Mark Williams       | 10-9  | Riyad, Saoedi-Arabië  |
| 2025/26         | Neil Robertson | Ronnie O'Sullivan   | 10-9  | Jeddah, Saoedi-Arabië |